# Longshui, Chongqing
Longshui (kinesiska: 龙水) är en köping i sydvästra Kina. Den ligger i stadsdistriktet Dazu i storstadsområdet Chongqing, omkring 78 kilometer väster om det centrala stadsdistriktet Yuzhong. Antalet invånare är 121 609. Befolkningen består av 59 293 kvinnor och 62 316 män. Barn under 15 år utgör 16,0 %, vuxna 15-64 år 75 %, och äldre över 65 år 8,0 %.